# Sucrera

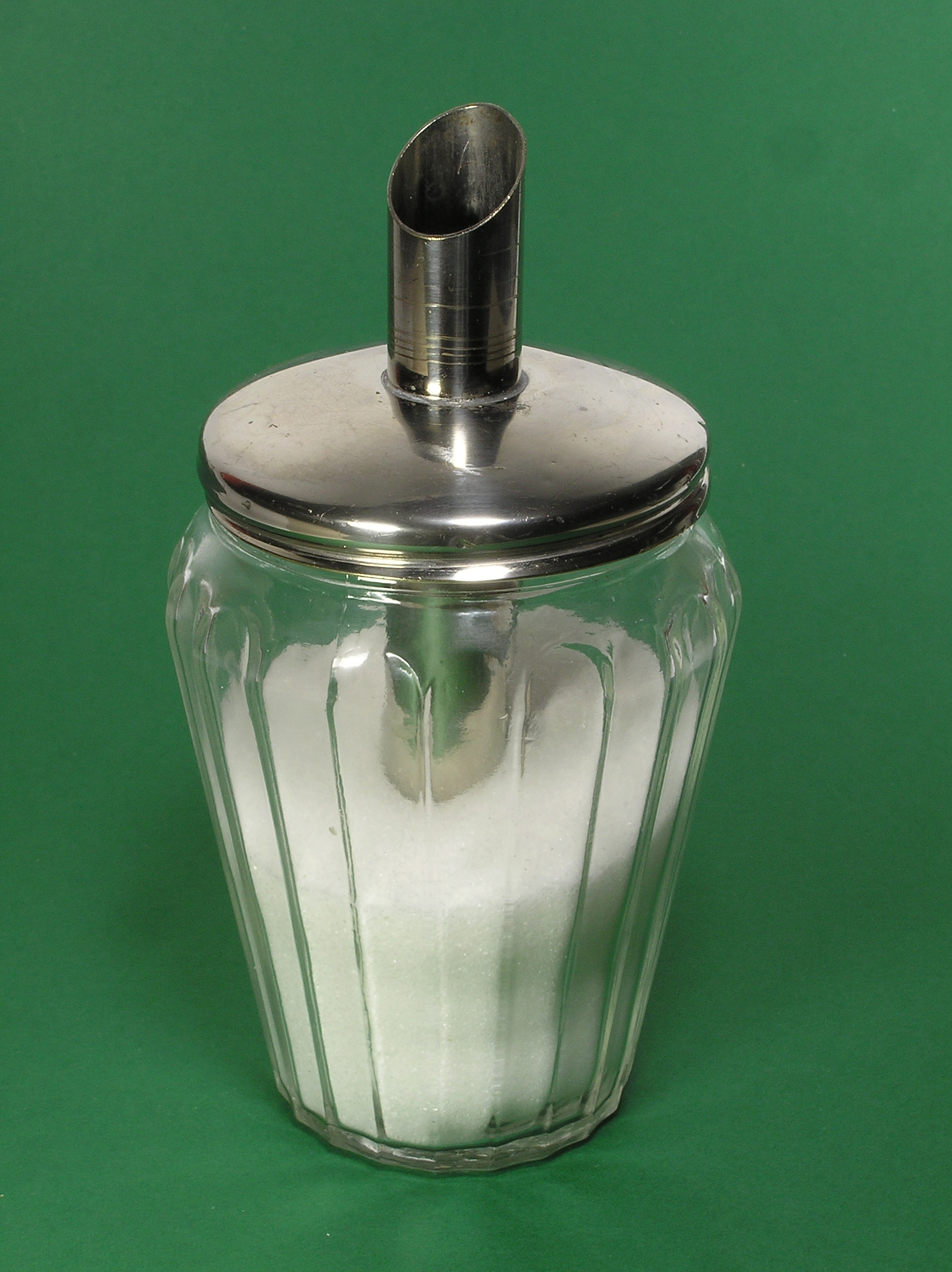
Sucrera de vidre dosificadora.

Una sucrera és un recipient destinat a contenir i servir sucre.
Acostuma a tenir una o dues anses, una tapadora i una cullera que queda atrapada entre la tapa i el recipient. Alguns models van sense cullera perquè disposen d'un dosificador en forma de broc que proporciona la mida d'una cullerada cada cop que es capgira.